# Biografielijst Ns

## Nsa
- Tamandani Nsaliwa (1982), Canadees voetballer

## Nse
- Jonathan N'Senga (1973), Belgisch atleet

## Nsi
- Apolo Nsibambi (1938), Oegandees politicus

## Nso
- Chaswe Nsofwa (1978/80-2007), Zambiaans voetballer